# Trachysarus kuscheli
Trachysarus kuscheli is een keversoort uit de familie van de loopkevers (Carabidae). De wetenschappelijke naam van de soort is voor het eerst geldig gepubliceerd in 1955 door Straneo & Jeannel.